# Scottish League One
Scottish Championship er den tredje bedste fodboldliga i Skotland etableret i 2013.